# Xeromelissa rosie
Xeromelissa rosie är en biart som först beskrevs av Toro och Packer 2001.  Xeromelissa rosie ingår i släktet Xeromelissa och familjen korttungebin. Inga underarter finns listade i Catalogue of Life.